# Har Eškar
Har Eškar (hebrejsky: הר אשכר) je vrch o nadmořské výšce 695 metrů v severním Izraeli, v Horní Galileji.
Nachází se cca 3 kilometry jižně od města Ma'alot-Taršicha. Má podobu nevýrazného, zčásti zalesněného pahorku. Na jeho severním úpatí leží obec Kfar Vradim, na jižní straně pak průmyslová zóna Tefen. Východně od vrcholku vede lokální silnice 854. Dál k východu leží rozsáhlý lesní komplex ohraničený na jihu pahorkem Har Sne. Stéká tudy k severu vádí Nachal Eškar. Les je turisticky využíván, vede jím vycházková stezka Švil Norman (שביל נורמן). Na severních svazích hory také je krasová jeskyně.